# Max Headroom
Max Headroom va ser una sèrie de televisió de ciència-ficció cyberpunk creada per George Stone, Rocky Morton i Annabel Jankel. Max Headroom comptava amb característiques innovadores i un estil futurista amb evidents influències del moviment cyberpunk. La frase amb la qual es presentava cada capítol ("20 minuts en el futur") es va fer molt coneguda i va ser presa del títol de l'episodi pilot, originalment britànic, Max Headroom: 20 Minutes into the Future.
El personatge principal, Max Headroom, va ser creat per George Stone. A més de la sèrie, també va aparèixer en un vídeo musical, i en diversos anuncis creats per a televisió.